# Епархия Семты
Епархия Семты (лат. Dioecesis Semtensis) — титулярная епархия Римско-Католической церкви.

## История
Античный город Семта, который сегодня идентифицируется с раскопками Dzemda, находящимися на территории сегодняшнего Туниса, находился в провинции Африка Римской империи. В первые века христианства Семта была центром одноимённой епархии, которая входила в карфагенскую митрополию Александрийского патриархата.
С 1927 года епархия Семты является титулярной епархией Римско-Католической церкви.

## Ординарии епархии
- епископ Маггиорин (упоминается в 411 году);
- епископ Флоренций (упоминается в 646 году).

## Титулярные епископы
- епископ Грегорий Рожман (17.03.1929 — 17.05.1930) — назначен епископом Любляны;
- епископ Frano Gjini (3.07.1930 — 4.01.1946) — назначен епископом Лежи;
- епископ Гектор Катри OFMCap[1] (4.07.1946 — 18.03.1972);
- епископ Sergio Otoniel Contreras Navia (25.01.1974 — 23.12.1977) — назначен епископом Темуко;
- епископ Dominik Kaľata SJ (16.03.1985 — по настоящее время).

## Источник
- Annuario Pontificio, Libreria Editrice Vaticana, Città del Vaticano, 2003, стр. 893, ISBN 88-209-7422-3
- L’Afrique chrétienne, J. Mesnage, Paris 1912, стр. 63  (фр.)